# Aplonis grandis
Aplonis grandis là một loài chim trong họ Sturnidae.